# Бої за Бахмут (1918—1919)
Бої за Бахмут — серія військових зіткнень у грудні 1918 — на початку 1919 року між місцевими повстанцями і частинами Добровольчої армії, метою яких було зайняти повітове місто Бахмут. У лютому 1919 року на базі місцевих повстанців був створений 12-й український полк 2-ї української бригади РСЧА.

## Історія
У перших числах грудня 1918 р. в Бахмуті відбулися збори командирів частин Армії УНР на чолі з Омеляном Волохом, на яких обговорювалося питання евакуації міста в зв'язку з наступом денікінських частин. За підсумками зборів було прийнято рішення вивести з міста всю зброю і кілька мільйонів рублів місцевих банків. На початку грудня частини Армії УНР покинули місто. Натомість була організована Добровольча офіцерська дружина, на яку спиралося місцеве самоврядування.
Бахмутський повітовий ревком після відступу українських військ наказав повстанському загону Івана Чапліна, у складі якого було 300 бійців, зайняти Бахмут. У самому місті єдиною озброєною силою була Добровольча офіцерська дружина, до якої входило 250 бійців.
Повстанці без бою зайняли частину міста в районі станції Бахмут-Північна. Проте від подальшого просування в Бахмуті повстанці відмовилися, оскільки офіцерська дружина була краще озброєна і навчена. До повстанців на станцію для переговорів приїхав голова міської думи, який умовляв їх покинути місто, щоб уникнути кровопролиття. Отримавши від міської думи до 100 пудів продуктів, повстанці залишили Бахмут.
Як наслідок, під прикриттям бронепоїзда до Бахмута увійшли білі: частина дивізії генерала Маркова — 2-й добровольчий офіцерський полк. Водночас більшовики відправили делегацію до Харкова, до глави ВЦВК Сергєєва в складі І. С. Зими, В. П. Циби, І. В. Пучкова з проханням допомогти зброєю і боєприпасами, які вони незабаром і отримали.
4 січня 1919 року в Бахмут вступили добровольці 100 чоловік і оголосили мобілізацію вперше за 11 років. Накази по мобілізації були підписані «начальником загону Добровольчої армії» генерал-майором Володимиром Май-Маєвським.
На початку 1919 р. загін Чапліна за завданням повітового ревкому повів другий наступ на Бахмут, щоб відтягнути Добровольчі частини, які почали просування в харківському напрямку. За оперативним планом загін Чапліна мав наступати зі східного боку на Бахмут, а загін Данила Рясного — із заходу. О 10 годині вечора 5 січня більшовицькі загони з Костянтинівки виступили двома колонами до Бахмуту. Як і було домовлено, о 4 годині ранку 6 січня більшовики зайняли вихідні позиції. Місто було зайняте без значних втрат з боку повстанців.
Зайнявши Бахмут, більшовики звільнили політичних в'язнів з тюрем, зайняли пошту і телеграф. Тривалий бій йшов за оволодіння готелем «Брістоль». Через невміння вести бойові дії в місті і погану координацію між загонами, Бахмут втримати більшовикам не вдалося. Після того як повстанці відступили, до Бахмута увійшли частини 3-ї Добровольчої дивізії.
Станом на 18 січня 1919 більшовики, об'єднавшись з частинами 4-ї партизанської дивізії Кожевникова, знову зайняли Бахмут. Але Бахмут вони знову ненадовго втратили.
19 січня зав'язався черговий бій між більшовиками і білими. Спочатку червоні зайняли залізничну станцію Бахмут, потім просунулися в місто, де на вулицях відбулися запеклі бої з офіцерськими добровольчимм дружинами. 28 січня 1919 року частини РККА вибили білогвардійців з Бахмута, але вже 31 січня червоноармійці залишили його. Після відступу, повстанські загони, які брали участь в боях, були об'єднанні в 12-й український полк, який влився в 2-гу українську дивізію РСЧА[уточнити].
6 лютого в районі Бахмута розташовувалися: бригада Текелджанса, 11-й 12-й український полк, дивізіон артилерії, бригада 9-ї дивізії, взвод гаубиць і один бронепоїзд. 7 лютого в район Бахмута прибув 75-й піхотний полк з батареєю з Білгорода і батальйон залізничників. 9 лютого червоноармійські частини наблизилися до Бахмуту.
14 лютого була утворена Донецька група військ РККА під командуванням комбрига Онищенка, до складу якої увійшли всі частини, які розташовувалися на підступах до міста. Навколо Бахмута утворилася дуга Часів Яр — Прасковієвка — Соледар. У лютому 12-й український полк отримав оперативний наказ зайняти Бахмут і закріпитися південніше в районі Зайцеве.
Згідно з цим наказом, 2-й батальйон 12-го українського полку о 10 годині вечора почав наступ на місто через Ступки і Зайцеве. Після годинного бою, частина батальйону під командуванням Чуйко зайняли станцію Ступки. Надалі штаб батальйону прибув на станцію, де через її начальника Самойлова червоноармійці дізналися план білогвардійців. За ним добровольчі частини повинні були без бою залишити Бахмут, але після заняття міста червоноармійцями оточити його з чотирьох сторін — Микитівки, Часового Яру, Третьої Роти і Деконського. Незважаючи на отриману інформацію, частина під командування Чуйко висунулася на Бахмут. 16 лютого місто було зайнято, до нього прибув весь батальйон під командуванням Чапліна. О 6 годині ранку Бахмут був оточений білогвардійцями. З цього приводу виступив перед бійцями Чаплін, який повідомив про оточення, з якого є два виходи; або залишитися в місті і оборонятися до останнього, або прорватися в тил супротивника. Загальними зборами червоноармійців було прийняте рішення обороняти Бахмут.
Після проведеної розвідки червоноармійці точно дізналися, що оточені частинами Марківської дивізії. 5-та рота отримала наказ почати наступ, а решта роти почали наступати на лівий фланг. На правому фланзі наступав прибулий до Бахмуту 1-й батальйон під командуванням Перепелиці, який повинен був відрізати відступ марківців в районі Третьої Роти. Марківці були пасивні на одній з ділянок фронту. 5-та рота підійшла до них на 200 м, в результаті бою білогвардійці втратили убитими 162 бійців. Залишки батальйону марківців в паніці почали відступати до Бахмуту. Але білогвардійські частини, які знаходилися в районі Часового Яру подумали, що це відступають червоноармійці і відкрили по ним вогонь з бронепоїзда, в результаті якого батальйон був повністю знищений.
Станом на 17 лютого частини 12-го полку зайняли позиції на південь від Бахмута по лінії Зайцеве — станція Роти.
Після того, як Бахмут було стійко зайнятий червоноармійцями, в ньому розташувався штаб Бахмутського укріпленого району. Ним керував Чаплін до 31 травня 1919 року, коли місто знову було зайняте білогвардійцями.

## Втрати
- Нєсмєха — 6 січня 1919.